# Central Nuclear Indian Point
Indian Point Energy Center (IPEC) es una planta de energía nuclear de tres unidades situada en Buchanan (Nueva York)). Se encuentra en la orilla este del río Hudson, aproximadamente a 56 km al norte de la ciudad de Nueva York.
La planta se construyó originalmente con un reactor que operó desde 1962 hasta 1974. Actualmente opera con otros dos reactores de agua presurizada de Westinghouse, puestos en funcionamiento en 1974 y 1976. La planta cuenta con licencia para operar estos dos reactores hasta 2024 y 2025 respectivamente, pero tras alcanzarse un acuerdo con las autoridades del estado, el reactor 2 cesó operaciones el 30 de abril de 2020, y está previsto que el reactor 3 lo haga en abril de 2021.
La clausura de la planta, al reducir la oferta nuclear del mercado eléctrico en 2022, hizo que los neoyorquinos pagasen unos $300 millones adicionales por el costo de la electricidad consumida ése año, y que se emitieron 8 millones de toneladas adicionales de CO2 en 2022 (las plantas nucleares generan cero CO2).  Dichas consecuencias anuales se repetirían hasta la construcción de nuevas plantas nucleres.
La propiedad y gestión de la planta corresponde a Entergy Nuclear Northeast, una subsidiaria de Entergy Corporation. La central da empleo a 1.100 trabajadores.

## Reactores

### Indian Point Unidad 1
El reactor 1 de Indian Point fue fabricado por Consolidated Edison. Se trataba de un reactor de agua a presión (PWR) de 275 MW de potencia. Obtuvo la licencia para operar el 26 de marzo de 1962, y entró en funcionamiento el 16 de septiembre del mismo año. En un principio funcionaba con un combustible a base de torio, pero debido a su bajo rendimiento se sustituyó por óxido de uranio.
El 5 de junio de 1970, la unidad 1 sufrió un severo problema que, para su reparación, requirió el trabajo en la zona contaminada de 700 operarios (en tandas de unos pocos minutos) durante 7 meses. En marzo de 1972, la presión del circuito primario de refrigeración se había incrementado un 30% [cita requerida].
La unidad 1 se cerró el 31 de octubre de 1974 después de que el sistema de refrigeración de emergencia no superase los controles de seguridad del regulador. En enero de 1976 se completó la retirada del combustible nuclear de la vasija del reactor.

### Indian Point Unidad 2
La unidad 2 fue propiedad de Consolidated Edison hasta su venta en 2002 a la empresa Entergy, junto con la unidad 1
- Tipo: Reactor de agua presurizada (PWR).
- Potencia: 1032 MW.
- Estado: Cerrado definitivamente el 30 de abril de 2020.
- Inicio del funcionamiento comercial: 1 de agosto de 1974.
- Fecha de vencimiento de la autorización: 28 de septiembre de 2013, prorrogado hasta el 30 de abril de 2024.[8]

### Indian Point Unidad 3
La unidad 3 fue vendida por Consolidated Edison Co. a la New York Power Authority en 1975, antes incluso de que terminase su construcción. Posteriormente, en 2000 sería vendida a Entergy Corporation.
- Tipo: reactor de agua presurizada (PWR).
- Potencia: 1051 MW.
- Estado: en funcionamiento.
- Inicio del funcionamiento comercial: 3 de agosto de 1976.
- Fecha de vencimiento de la autorización: 15 de diciembre de 2015, prorrogado hasta el 30 de abril de 2025.[11]

## Alertas
El 15 de febrero de 2000, se liberó al medio ambiente una pequeña cantidad de radioactividad cuando una tubería de un generador de vapor se rompió, vertiendo agua del circuito primario al secundario. La Comisión Regulatoria Nuclear inicialmente informó que no se había liberado ningún material radiactivo, pero posteriormente cambió su informe para decir que se produjo una fuga, pero no en la cantidad suficiente como para amenazar la seguridad pública.
En septiembre de 2005 se descubrió una fuga de agua contaminada procedente de la piscina del reactor 2, en la que se almacena el combustible gastado. El día 5 de ese mes, Entergy comunicó a la NRC la aparición de tritio en un pozo cercano a las piscinas de ambos reactores, sin embargo dicho suceso no se hizo público hasta varias semanas después. En los siguientes meses se investigó el origen de la fuga, pero dadas las dificultades para monitorizar el interior de las piscinas, la empresa se centró en analizar el rastro de sustancias contaminantes a través de las aguas subterráneas. En diciembre de 2008, el origen de la fuga aún no había sido identificado.

## Controversia
De manera recurrente, Indian Point ha sido objeto de controversias por los activistas ambientales. El interés en cerrar Indian Point se remonta a 1979 como consecuencia del accidente de Three Mile Island, una fusión parcial del núcleo que no ocasionó heridos. A pesar de que se ha dicho que es imposible que las plantas comerciales de energía nuclear exploten como bombas atómicas, los activistas argumentan que una explosión en la planta o sus alrededores podría causar un desastre nuclear que podría afectar a áreas pobladas, incluyendo la ciudad de Nueva York, el norte de Nueva Jersey y Fairfield County, Connecticut. En 2003, la Agencia Federal de Gestión de Emergencias aprobó un plan de evacuación para Indian Point, a pesar de que muchos residentes locales y personas cualificadas cuestionaron su efectividad.[cita requerida]
Con motivo de los atentados del 11 de septiembre de 2001, se produjo un renovado interés por cerrar esta planta. Algunas manifestaciones llegaron a denominarla como "arma de destrucción masiva", vulnerable a ataques terroristas. Estudios y demostraciones realizadas por Entergy indicaron que, incluso aunque un gran avión de pasajeros se estrellara contra el edificio de contención, no se producirían daños en el reactor [cita requerida]. A pesar de ello, la plausibilidad de un accidente sigue siendo un tema sostenido por los activistas. Los críticos con estas denuncias manifiestan que la planta comercial nuclear de energía son los emplazamientos civiles más protegidos de los Estados Unidos. Hacen notar que hay muchas más plantas químicas que suponen más peligro, y que también están situadas cerca de grandes áreas metropolitanas., y que no siguen los mismos niveles de seguridad.[cita requerida]
En septiembre de 2005, la Nuclear Regulatory Commission mantuvo una notificación de una filtración en Indian Point que duró 18 días. Como respuesta, se puso en funcionamiento un nuevo sistema de control independiente capaz de transmitir alertas públicas de radiación por correo electrónico en caso de una emergencia en Indian Point. Las alertas se ofrecen por suscripción y son enviadas a cualquier teléfono móvil, ordenador u otro instrumento que pueda recibir correo electrónico. Este sistema alerta a los suscriptores aunque se encuentren fuera de la Emergency Planning Zone, que abarca un radio de 16 km alrededor de la planta, donde están instaladas sirenas.
Los defensores de la energía nuclear señalan la necesidad de un suministro estable de energía para el área metropolitana de Nueva York; y señalan el apagón de 2003 como muestra de la importancia de la independencia energética. La planta de Indian Point produce 2.000 MW de electricidad para cerca de 2 millones de hogares del área. También dicen que la energía nuclear es amistosa con el ambiente como alternativa al combustible fósil en términos de polución atmosférica.[cita requerida] Sin embargo, la gestión de residuos nucleares sigue siendo un reto importante tanto para la seguridad como para el medio ambiente natural.

### Cobertura en los medios de comunicación
El 9 de septiembre de 2004 la cadena de televisión HBO emitió un documental sobre la controversia en torno a la central, titulado Indian Point: Imaginando lo Inimaginable, dirigido por Rory Kennedy.
En la edición de octubre/noviembre de 2005 de The Indypendent (un periódico perteneciente al grupo NYC Indymedia), Alex Matthiessen informó que Indian Point, que se encuentra alrededor de 55 km de Times Square, seguía siendo un objetivo terrorista. El anterior director de FEMA, James Lee Witt, había dicho que el plan de emergencia de Indian Point "no considera las posibilidades de un suceso causado por terroristas," haciendo énfasis en que una evacuación en el caso de un ataque sería imposible dadas las congestionadas carreteras del área y la densidad de población. En 2001, Riverkeeper había concentrado a más de 400 políticos (incluidos 11 miembros del Congreso), 500 hombres de negocios locales, y más de 200 policías, bomberos, conductores de autobús, maestros de escuela, trabajadores sanitarios, para reclamar el cierre de la planta, criticando, entre otros aspectos, su considerado irrealizable plan de emergencia. Aun así, en 2003, Michael Brown y Joe Allbaugh certificaron la planta para su funcionamiento y aprobaron su plan de evacuación. En respuesta, Sue Kelly, una mujer congresista republicana de Westchester, acusó a ambos de "burócratas, selladores de papeles." Allbaugh y Brown han sido también mencionamos por su responsabilidad en la chapucera respuesta al huracán Katrina. Los militares de Estados Unidos, de acuerdo con la doctrina de la Posse Comitatus, se encarga actualmente de la responsabilidad de defender Indian Point así como sus infraestructuras.[cita requerida]

## En la literatura
El libro Night Siege, escrito por J. Allen Hynek y otros, se describe el supuesto avistamiento en junio de 1984 de un ovni sobre la planta de Indian Point, relatado por un vigilante de seguridad. Según estos mismos autores, el gobierno supuestamente habría encubierto dichos sucesos, como en el incidente ovni de Roswell en 1947.